# Anténor Patiño
Pour les articles homonymes, voir Patiño (homonymie) et Rodríguez.
Antenor Patiño Rodríguez, né le 12 octobre 1896 à Oruro en Bolivie et mort le 2 février 1982 à New York, est un homme d'affaires et milliardaire bolivien, ainsi que collectionneur d'art, qui passa une grande partie de sa vie en France.

## Biographie
Antenor Patiño Rodríguez est le fils et l'héritier principal du « roi de l'étain » bolivien, son père Simón Patiño, une des premières fortunes mondiales de son temps et surnommé à l'époque « Le Rockefeller des Andes » (ses sœurs n'hériteront que d'une partie minoritaire de la fortune paternelle). Comme son père, il est de très petite taille. Jeune, il passe ses vacances à Biarritz, le pays basque français étant le lieu de jeunesse de sa grand-mère paternelle[réf. nécessaire], puis il élit domicile à Paris.
Il épouse à Paris, le 8 avril 1931, Dª María Cristina de Borbón y Bosch-Labrús (1913-2002), 3e duchesse de Dúrcal (es), cousine du roi Alphonse XIII d'Espagne, dont il a deux filles :
- Dª María Cristina Patiño y de Borbón, 4e duchesse de Dúrcal (née à Paris le 2 août 1932), qui épouse :
  1. Marc Charles Louis Joseph Marie, 7ème prince de Beauvau-Craon (Paris, le 3 février 1921 - Château d'Haroué, 21 novembre 1982), le 11 décembre 1952 à Paris et divorce en 1958, dont naissent deux filles :
    1. princesse Marie Isabelle de Beauvau-Craon, dite Minnie (née le 6 novembre 1953), mariée à Duncan Hugh McLaren (britannique) en 1978, sans descendance et dont elle divorce, puis à Javier Botana (argentin) en 1986, dont naissent deux enfants.
    2. princesse Marie Diane de Beauvau-Craon (née le 20 août 1955), mariée à Ahmed Mohamadialal (marocain), dont elle divorce en 1985, et dont naît un fils.

  2. Ernst Schneider, dont elle divorce en 1972, et dont naît une fille :
    1. Maria Cristina Schneider (née le 8 septembre 1963), mariée à Patrick-Olivier Picourt en 1987 et divorcera, dont naissent deux enfants.

  3. Kristo Kurteff, dont elle divorce en 1985.
- María Isabel (3 juin 1936 - 15 mai 1954), qui épouse contre l'avis de son père :
  1. Sir James Goldsmith, à Paris le 23 janvier 1954[2], et dont naît une fille :
    1. Isabelle (née le 14 mai 1954), dont la naissance sera médiatisée dans la presse de l'époque, en tant que prouesse médicale, car ce sera le premier bébé né par césarienne alors que la mère est maintenue en vie artificiellement à la suite d'un AVC au septième mois de sa grossesse[3]. Isabelle se marie le 28 juin 1973, à Paris, avec le photographe Arnaud de Rosnay[4], fils du baron Gaëtan de Rosnay et de Natacha Koltchine, dont elle divorce deux ans plus tard.

La révolution bolivienne de 1952 nationalise les mines d'étain et la presse accuse Anténor Patiño d'avoir favorisé le coup d'État de 1960, qui entraîna le renversement du président Victor Paz Estenssoro.
Il divorce de sa première épouse en 1959, pour épouser civilement à Londres en 1960 Beatriz de Rivera y Digeon (décédée en 2009), veuve du comte italien Giovanni Lodovico di Rovasenda (dont deux filles : María Elena et María Isabela). Le mariage d'Anténor Patiño et de Beatriz de Rivera est sans postérité.
En 1969, l'architecte d'intérieur Georges Geffroy aménage pour lui un appartement à Boulogne-Billancourt.
L'hôtel particulier des Patiño à Paris est le lieu d'une des plus grandes collections privées européennes de son temps de mobilier et d'objets d'art français du XVIIIème siecle, ainsi que sa propriété d'Estoril au Portugal où il s'était finalement installé après sa rencontre avec son futur beau-frère, Bernard Alvar de Biaudos, marquis de Castéja (qui épouse Manuela de Rivera y Digeon), propriétaire de la Quinta de Manique (à Cascais). Plus tard, il déménage dans le 16e arrondissement de Paris. Sa collection a été dispersée lors de plusieurs ventes aux enchères, dont notamment lors d'une vente mémorable en 1986 à New York, suivie entre 1987 et 2010 de 12 autres vacations dont certaines orchestrées par la maison Sotheby's.
Avec l'aide du neveu de sa femme, Luis de Rivera y Plaza (1928-2015), Anténor Patiño développe entre autres affaires les stations balnéaires (qu'il fonde) de Las Hadas (près de Manzanillo) et de Las Alamendas (sur la côte sud de Jalisco) au Mexique.
Il meurt le 2 février 1982 à New York et est inhumé au cimetière du Père-Lachaise (division 89) à Paris.